# Supongo que lo sabes
Supongo que lo sabes è un singolo del gruppo musicale statunitense Ha*Ash, pubblicato il 19 maggio come secondo singolo dal sesto album in studio Haashtag.

## La canzone
La traccia, è stata scritta da Ashley Grace, Hanna Nicole, José Luis Ortega.

## Video musicale
Il videoclip, diretto da Pablo Croce, è stato girato nel 2022  nello Fillmore Miami Beach, di Florida, Stati Uniti d'America. È stato pubblicato su YouTube il 19 maggio 2022.

## Tracce
Download digitale
1. Supongo que lo sabes (Ashley Grace, Hanna Nicole, José Luis Ortega)

## Formazione
- Ashley Grace - voce
- Hanna Nicole - voce
- Jean Rodríguez - voci di sottofondo, ingegneria di registrazione
- Pete Wallace - pianoforte, ingegneria di registrazione
- Camilo Velandia - chitarra
- George Noriega - basso elettrico, produzione, programmazione, ingegneria di registrazione
- Lee Levin - batteria
- Matt Calderín - batteria
- Javier Garza - missaggio
- Camilo Velandia - ingegneria di registrazione
- Lee Levin - ingegneria di registrazione